# Universidad de Santiago (station)

Universidad de Santiago är en tunnelbanestation i tunnelbanesystemet Metro de Santiago i Santiago, Chile. Stationen ligger på Linje 1 (Línea 1). Den nästföljande stationen i riktning mot Escuela Militar är Estación Central och i riktning mot San Pablo är det San Alberto Hurtado. Stationen ligger under korsningen mellan Alameda del Libertador Bernardo O'Higgins och Jotabeche i kommunen Estación Central.